# The Cost of Living (Lost)
El precio de vivir (título original: The Cost of Living) es el quinto capítulo de la tercera temporada de Lost. Un delirante Eko lucha con demonios de su pasado, mientras Locke y otros supervivientes se dirigen a La Perla -una de las estaciones de la la Iniciativa DHARMA en la isla- con la esperanza de encontrar un computador que les permita localizar a Jack, Kate y Sawyer. Mientras, Jack no sabe en quién confiar cuando dos de Los Otros discuten entre sí. FLASHBACK de Eko Tunde.

## Trama

### En la Primera Isla
El episodio comienza con un FLASHBACK. Eko, delirando, tiene una visión de su hermano Yemi, quien le dice que, si está listo para confesarse, sabrá dónde encontrarlo. Los demás supervivientes ven que la tienda de Eko empieza a arder. Charlie lo ayuda a salir y lo deja recostado contra un árbol, mientras murmura "Mi hermano". Cuando llega Locke y pregunta si Eko está bien se dan cuenta de que ha desaparecido.
A la mañana siguiente, Locke y Desmond acuerdan con Sayid visitar la estación La Perla para usar el computador, comunicarse con Los Otros e idear cómo rescatar a Jack, Sawyer y Kate. Charlie y Hurley les informan que no han podido hallar rastro alguno de Eko. Locke le pregunta si Eko dijo algo la noche anterior, y Charlie le comenta las frases sobre su hermano. Locke deduce que Eko se fue al lugar de la avioneta, donde antes había tenido visiones sobre Yemi (Charlie sabe que en la avioneta estaba el cadáver del hermano de Eko, en el capítulo El Salmo 23).
Locke le dice a Sayid y a Desmond que irán al mismo sitio que Eko, y ofrece una invitación abierta a todo el que quiera unírseles. Hurley destaca que esto es un importante cambio respecto a las expediciones anteriores, cuand Jack determinaba quiénes iban con él a la selva. Locke enfatiza que él no es Jack. Nikki acepta inmediatamente y anima a Paulo a ir también, remarcándole que siempre se molesta por no ser incluido. Desmond pregunta qué van a hacer realmente, y nota la extraña coincidencia de que el avión donde va Eko está en el mismo lugar que La Perla, donde van ellos. En respuesta, Locke dice lo mismo que le dijo Eko a él cuando le entregó el segmento del video de Orientación de El Cisne que encontró en La Flecha: "No confundas la coincidencia con el destino".
Eko camina con difultad por la selva, y cae. El Monstruo de humo negro se ve al fondo, entre los árboles. Aparece un hombre nigeriano (Emeka), lanzando un machete que se entierra en un árbol cerca de la cabeza de Eko. Eko saca el machete y enfrenta a tres hombres: uno con el cuello cortado, otro con un brazo cortado y otro (Emeka) de rodillas ante Eko, clamando por su vida. Eko está a punto de arrojarle el machete, pero Emeka desaparece y aparece un monaguillo (Daniel) que coloca un dedo sobre sus labios (hace "Shhh", como le hizo Walt a Shannon) y dice "Confiesa". Eko deja caer el machete y huye. Llega a un arroyo y se agacha a beber agua. Eko se coloca barro sobre el vendaje de su pecho, y nota en el agua el reflejo del Monstruo sobre él. Se levanta para enfrentarlo, per el humo negro retrocede escondiéndose en la selva apenas Locke, Sayid, Desmond, Paulo y Nikki aparecen al otro lado del agua.
Mientras caminan hacia la La Perla y la avioneta, Locke le pregunta a Eko si está buscando a Yemi. Eko, muy enojado, arrincona a Locke contra un árbol y le coloca un cuchillo en el cuello, y le dice que no vuelva a mencionar el nombre de su hermano. Locke, calmado, le pregunta por qué está tan asustado, y Eko no responde. En la avioneta, Locke ayuda a Eko a quitar las rocas que cubren la entrada, mientras los demás entran a La Perla. Locke le pregunta a Eko qué vio en la selva, y le cuenta que una vez él mismo vio al Monstruo como una luz brillante y hermosa, pero Eko responde "No es lo que yo vi".
Eko descubre que el cadáver de Yemi no está en la avioneta. Decide quedarse contemplando una fotografía en blanco y negro de él mismo y Yemi cuando niños. Antes de bajar a La Perla Locke le entrega el crucifijo que encontró mientras lo buscaba (durante el capítulo Otras Instrucciones).
Dentro de La Perla Sayid, Desmond y Locke revisan los equipos electrónicos mientras Paulo comprueba que el baño todavía funciona. Después de ver el video de orientación, Nikki sugiere que los otros televisores deberían monitorear otras estaciones de DHARMA. Sayid empieza a probar los circuitos hasta que aparece una imagen en una de las pantallas. Un hombre con un parche en el ojo aparece brevemente, hasta que coloca una mano sobre la cámara y se pierde la señal. Locke dice: "Supongo que nos estará esperando".
A un costado de la avioneta, Eko contempla el crucifijo. Entonces ve a Yemi parado al borde del claro, mirándolo seriamente, hasta que se da la vuelta y se adentra en la selva. Siguiéndolo, Eko grita preguntándole por qué quiere oír su confesión, y por qué ahora. Lo encuentra esperándolo en medio de un jardín de flores rojas. Yemi le pregunta si está listo para confesarse y Eko asiente.
Eko le muestra a Yemi el crucifijo, quien lo mira y lo sujeta entre los dedos. Eko dice: "No pido perdón, padre, porque no he pecado. Sólo he hecho lo necesario para sobrevivir". Yemi deja el crucifijo. Refiriéndose a Daniel cuando preguntó si era un hombre malo (en un FLASHBACK de este capítulo), Eko dice que siendo un muchacho mató a un hombre para salvar la vida de su hermano (Yemi), y que no se disculpa por ello, sino que se siente orgulloso de haberlo hecho. Entonces Eko se arrodilla ante Yemi y extiende los brazos con las palmas de las manos apuntando hacia arriba, como suplicando. Agrega "Yo no pedí la vida que tuve, pero sin embargo me fue dada. Y con ella hice lo mejor que pude". Yemi, molesto, le dice "Me hablas como si yo fuera tu hermano". 
Entendiendo entonces que esta aparición de Yemi no es realmente su hermano, Eko pregunta "¿Quién eres?", pero Yemi se da la vuelta y se mete en la selva. Eko lo sigue, repitiendo "¿Quién eres?". El humo del Monstruo cruza entre los árboles, distrayendo a Eko con sus sonidos. Pronto Eko se halla frente a una enorme masa de humo negro. Retrocediendo, Eko parece consciente (y temeroso) de su destino inminente, y empieza a recitar el Salmo 23. Un brazo de humo lo alcanza, lo levanta y azota contra un árbol.
Dentro de La Perla, Locke y los otros oyen los crujidos del Monstruo y salen a investigar.
El Monstruo golpea a Eko contra un árbol y luego otros, hasta que finalmente lo levanta a una considerable altura y violentamente lo arroja al suelo. Locke lo encuentra aún con vida, y Eko alcanza a murmurar unas palabras en el oído de Locke, que parecen ser "Vi... vi al... al demonio...". Sayid pregunta qué dijo Eko, y Locke responde "Dijo: "dijo que somos los siguientes".Después Eko muere.

### En la Segunda Isla
En La Hidra, Ben le entrega a Jack una túnica blanca y lo invita a salir al exterior. Jack le pregunta sobre los síntomas de su tumor, refiriéndose a las radiografías vistas en Cada Hombre Para sí Mismo. Ben dice no saber de qué habla, y Jack deja el asunto. Salen a la playa donde está el resto de los Otros vestidos con túnicas blancas en el funeral de Colleen. Dejan en el mar, a la deriva, una balsa ardiente con el ataúd de la difunta. Pickett se lamenta mientras por los altavoces se oye una melancólica canción. Privadamente Ben le pregunta a Juliet por qué le mostró sus radiografías a Jack. Ella responde que no le dijo a Jack a quién pertenecían, pero Ben, sin darse cuenta, pudo haberlo dado a entender.
Más tarde, en la celda de Jack, Juliet entra trayéndole una hamburguesa. Los dos se ven relajados, como amigos, hasta que Ben irrumpe requiriendo hablar con Jack y exigiendo confidencialidad doctor-paciente, por lo que Juliet se retira. Ben entonces comenta a Jack que su plan era quebrantarlo, desgastarlo hasta que llegara a convencerse de que los Otros no son sus enemigos. Agrega que quería que Jack se involucrara con ellos valiéndose del parecido físico entre Juliet y Sarah, la exmujer de Jack. Sin embargo, Ben admite que su plan fracasó cuando Jack vio las radiografías que revelaban el tumor que sólo él podría operar. Antes de retirarse le pregunta a Jack si cree en Dios, y agrega: "Dos días después de haber descubierto un tumor terminal en mi columna, un neurocirujano cae del cielo. Y si eso no es una prueba de Dios, no sé qué cosa es".
Después Juliet le trae a Jack un video con la película "Matar un ruiseñor". En contra de los deseos de Jack, ella acerca el televisor a la pared de vidrio y coloca la película en el reproductor, bajando al máximo el volumen. Mientras Juliet le suplica operar a Ben y salvarle la vida, en el video aparece ella mostrando una serie de mensajes escritos a mano donde le pide a Jack matar a Ben durante la operación. El televisor está colocado fuera del ángulo de visión de la cámara de vigilancia. Mientras ella habla elogiando a Ben y que él merece vivir, los mensajes en el video señalan que Ben es un mentiroso, muy peligroso, y que algunos de los Otros quieren 'un cambio'... lo quieren muerto. Pero necesitan que parezca que estaban intentando salvarle la vida a su líder, por lo que necesitan que Jack cometa un 'error fatal' durante la cirugía. Mientras Juliet dice que sólo Jack puede salvar a Ben, y que puede confiar en ella, sus mensajes escritos en el video dicen que ella lo protegería una vez que Ben haya muerto. El último mensaje dice que Jack exija detener la cinta. Él lo hace, Juliet la saca del reproductor y se retira, pidiéndole antes que piense acerca de lo que ella le ha dicho, a lo que Jack asiente.